# 超危險駕駛
是一部2020年由羅素·克洛、吉米·辛普森、蓋布瑞·貝特曼和凱倫·皮斯托里斯聯合主演的2020年美國動作驚悚電影。
《超危險駕駛》于2020年7月16日在德国由Solstice Studios上映，2020年8月21日在美国上映。

## 演員
- 羅素·克洛飾演湯姆·庫柏
- 吉米·辛普森飾演安迪
- 蓋布瑞·貝特曼飾演凱爾
- 凱倫·皮斯托里斯（英语：Caren Pistorius）飾演瑞秋
- 阿内·莱顿飾演Deborah Haskell
- 邁克爾·帕帕約翰（英语：Michael Papajohn）飾演警察
- 露西·浮士德飾演Rosie
- 奥斯汀·麦肯齐（英语：Austin P. McKenzie）飾演弗萊德
- 德温·A·泰勒飾演Mrs. Ayers

## 简介
離婚的單身母親開始被陌生人跟踪和折磨，因为在跟路怒症的人對峙中闖紅燈。
劇情與2019發行的荷蘭電影絕命碰撞/憤路狂逃 Tailgate/Bumperkleef相似。

## 製作
電影拍攝工作於2019年夏天在美国肯納与新奥尔良开始進行，并于同年8月结束。

## 发行
电影原定于2020年9月4日上映，後來兩度推前，從2020年8月28日再提前至2020年7月1日上映，打算於冠状病毒疫情稍穩定後，成為少數碰運氣的電影。2020年6月，由於受嚴重特殊傳染性肺炎疫情影響，電影二度延宕，美國檔期從月初定檔的2020年7月10日再度延至7月31日。2020年7月，Solstice Studios第三度宣布延期，美國檔期確定於8月21日上映。
电影于7月16日在德国上映，然后第二天陆续在英国，欧洲，澳大利亚，亚洲和拉丁美洲上映。在德国首次上映时从380家电影院中赚了高达25万美元。略低于预算的3300万美元，但排名第一。

## 外部鏈接
- 互联网电影数据库（IMDb）上《超危險駕駛》的资料（英文）
- 官方网站